# Mimoides ilus occiduus
Mimoides ilus occiduus es una mariposa de la familia Papilionidae.

## Descripción
Ambas alas, anteriores y posteriores, son de color negro. En la banda marginal se localizan cinco lúnulas muy delgadas, de color blanco entre la vena 1A y M3. Las alas posteriores son de color negro con siete manchas en forma de lúnulas alargadas, siendo más pequeña la que se localiza entre las venas Sc+R1 y Rs. 
El termen es ondulado, con 4 lúnulas entre las venas M1 y CuA2. Las alas en su vista ventral son de color negro, con banda submarginal formada por siete manchas en forma de lúnulas de color rojo bordeadas de color blanco formando un bumerán del lado inferior. En la vena 2A se localiza una línea roja abarca hasta la región posmedia. Tiene tres puntos rojos en la región basal, dos cerca de la vena precostal, uno de la cédula discal. 
La hembra es similar al macho. En ésta las siete manchas rojas son cuadrangulares por su vista ventral, más grandes que la de los machos. El color de las manchas rojas es ligeramente menos vivo que el de los machos.

## Distribución
Se localiza en el oeste de México, desde Sinaloa, Nayarit, Jalisco, Colima, Michoacán, sur y centro de Guerrero, Morelos y sur de Oaxaca.

## Estado de conservación
No se encuentra reportada bajo ninguna categoría de riesgo.